# Ältere liturgische Bewegung
Die später sogenannte ältere liturgische Bewegung war eine Reformbewegung der Liturgie in den evangelischen Kirchen Deutschlands um die Wende vom 19. zum 20. Jahrhundert. Sie war verbunden mit den beiden in Straßburg lehrenden Professoren Friedrich Spitta (1852–1924) und Julius Smend (1857–1930).

## Zeitraum
Nach einzelnen liturgiewissenschaftlichen Arbeiten, die bereits von dem Bestreben nach einer „Reform des evangelischen Kultus“ im Sinne einer Modernisierung geprägt waren, war das eigentliche Sammelbecken der älteren liturgischen Bewegung die von den beiden Straßburger Professoren 1896 gegründete Zeitschrift Monatsschrift für Gottesdienst und kirchliche Kunst (MGkK), die bei Vandenhoeck und Ruprecht in Göttingen verlegt wurde. Bereits ein Jahr nach Gründung der Zeitschrift verzeichnete sie 320 Mitarbeiter.
Schon in der Zeit des Ersten Weltkriegs schwand die Bedeutung der älteren liturgischen Bewegung und kam spätestens mit dem Tod der beiden Protagonisten zu einem Ende. Die MGkK existierte zwar noch bis 1941 weiter, wies aber kein einheitliches Gepräge mehr auf. Außerdem trat seit den 1920er-Jahren eine sogenannte jüngere (auch: zweite) liturgische Bewegung auf den Plan, die fortan das Geschehen bestimmen sollte.

## Anliegen
Die ältere liturgische Bewegung wandte sich gegen den Agendenzwang, der die gottesdienstliche Erneuerung mehr verhindere denn ermögliche. Aus diesem Grund solle alles bloß Konventionelle abgelegt und das gegenwärtige Erfahren und Erleben der Menschen geltend gemacht werden. Die Bewegung war geleitet von dem Anliegen: „Unser Gottesdienst muss moderner werden!“
Schwerpunkte waren:
- ein dem gottesdienstlichen Leben der Gegenwart entsprechender Kirchenbau,
- die Einführung von täglich geöffneten Kirchen und täglichen Gottesdiensten,
- die Neugestaltung des Abendmahls mit Einzelkelchen,
- die Wiedergewinnung der Kirchenmusik,
- neue Formen von Gottesdiensten.

## Theologie
Die ältere liturgische Bewegung knüpfte an die Liturgik Friedrich Schleiermachers an, einer Festtheorie, bei der es um die „Darstellung des Glaubens“ einer Gemeinschaft ging, und entwickelte diese weiter. So solle die Form des Gottesdienstes „aus dem gottesdienstlichen Leben und Empfinden der Gemeinde herauswachsen“. Kriterium für diese Modernisierung ist die „Wahrhaftigkeit“, die als Übereinstimmung des religiösen Empfindens mit der liturgischen Form verstanden wurde.